# 韋斯萊斯卡爾韋特冰原島峰
韋斯萊斯卡爾韋特冰原島峰（英語：Vesleskarvet），是南極洲的冰原島峰，位於毛德皇后地的瑪塔公主海岸，海拔高度約250米，現時由南極條約體系管理。
72°40′S 02°50′W / 72.667°S 2.833°W